# Domamil
Domamil település Csehországban, a Třebíči járásban. Domamil Meziříčko, Štěpkov, Želetava, Komárovice, Moravské Budějovice, Jakubov u Moravských Budějovic, Litohoř, Martínkov és Budkov településekkel határos. Lakosainak száma 317 fő (2024. január 1.).

## Népesség
A település lakosságának változását az alábbi diagram mutatja:
| Lakosok száma | 591  | 557  | 530  | 413  | 347  | 272  | 308  | 306  | 311  | 317  |
|               | 1869 | 1890 | 1921 | 1950 | 1980 | 2001 | 2017 | 2019 | 2022 | 2024 |